# Mailly-la-Ville
Mailly-la-Ville is een gemeente in het Franse departement Yonne (regio Bourgogne-Franche-Comté) en telt 611 inwoners (2005). De plaats maakt deel uit van het arrondissement Auxerre.

## Geografie
De oppervlakte van Mailly-la-Ville bedraagt 23,5 km², de bevolkingsdichtheid is 26,0 inwoners per km².
De onderstaande kaart toont de ligging van Mailly-la-Ville met de belangrijkste infrastructuur en aangrenzende gemeenten.

## Demografie
Onderstaande figuur toont het verloop van het inwonertal (bron: INSEE-tellingen).